# Jelšava
Jelšava (niem. Eltsch, węg. Jolsva) – miasto w południowej Słowacji, w powiecie Revúca, w kraju bańskobystrzyckim, w zachodniej części historycznej krainy Gemer.

## Położenie
Miasto położone jest na średniej wysokości 259 m n.p.m. w dolinie rzeki Muráň, pomiędzy wzniesieniami Pogórza Rewuckiego (Revucká vrchovina) i Krasu Słowackiego (Slovenský kras). Znajduje się na skrzyżowaniu dróg z Revúcy do Tornali oraz z Hnúšty do Rożniawy.

## Historia
Pierwsze wzmianki o Jelšavie pochodzą z 1243 r. W tym roku król Bela IV darował Filipowi i Dietrichowi Bubekom (Bebekom), przedstawicielom możnego rodu Ákosów, za ich zasługi w walkach z najazdem tatarskim darował m.in. część doliny rzeki Muráň „...aż po zamek Jelšava”. Wkrótce koło zamku wyrosła osada, otoczona wałem, wzmiankowana w 1271 r. Utworzyli ją głównie przybyli z krain niemieckich górnicy, poszukujący złóż cennych metali. Kopano tu złoto, rudy miedzi, ale przede wszystkim rudy żelaza, przetapiane w miejscowych piecach. Z końcem XIV w. Jelšava, która w międzyczasie uzyskała już częściowe prawa miejskie, stała się jednym z największych ośrodków produkcji żelaza i handlu nim w całym średniowiecznym królestwie węgierskim. W 1556 r. Jelšavę napadli Turcy: 452 osoby zginęły podczas obrony miasta, ok. 400 poszło w jasyr, a samo miasto zostało spalone.
Odbudowa nie trwała długo, bo już w roku 1573 w okolicach Jelšavy pracowało znów 5 hut i 4 hamry (kuźnice, przekuwające surowe żelazo na zdatne do dalszej obróbki prefabrykaty). W XVII w. jednak wyczerpały się okoliczne złoża wydobywanych dotąd metali. Dopiero od początku XVIII w. miejscowość zaczęła się znów rozwijać jako ośrodek rzemiosła. Wkrótce w mieście działało (w różnych okresach) od 36 do 42 cechów. Dominowały tradycyjne specjalności związane z obróbką metali (m.in. słynni byli tutejsi wytwórcy dzwonków), ale pracowali też garbarze, kożusznicy, szewcy, powroźnicy, sukiennicy i in. Z końcem XVIII w. Jelšava była, obok Rymawskiej Soboty i Rożniawy, jednym z trzech największych ośrodków rzemieślniczych w całym Malohoncie i Gemerze. W tym czasie powstała tu pierwsza apteka w całym Gemerze, a w 1796 r. pierwsze na Słowacji (i jedno z pierwszych na Węgrzech) towarzystwo sadownicze (Čerešnícky spolok).
W tym czasie miasto było centrum wielkiego majątku ziemskiego (tzw. Państwo Jelšavskie), należącego do węgierskiego rodu książąt Kohárych. W całej dzisiejszej Słowacji posiadali oni włości obejmujące setki hektarów ziemi uprawnej, dziesiątki tysięcy hektarów lasów, szereg zamków (m.in. Čabraď, Sitno, Muráň czy Fiľakovo) i wielki kompleks hutniczy w rejonie Podbrezovej na Horehroniu. W wyniku braku męskiego potomka u Franciszka Józefa Koháry'ego (1767–1826) majątek ten wraz z węgierskimi tytułami przeszedł po jego śmierci na Ferdynanda J. Koburga (1785-1851), który w 1815 r. poślubił córkę Franciszka, Marię Antoninę (1797-1862). Jelšava stała się ośrodkiem zarządzania tym majątkiem, zwanym odtąd "państwem Koburgów".
Duży impuls do znacznego rozwoju miasta dało odkrycie w 1880 r. w jego okolicy złóż magnezytu, a następnie i talku. W roku 1893 przez miasto przeszła linia kolejowa Plešivec – Muráň, a w następnym roku w miejscowości Teplá Voda (ok. 3 km na północny zachód od Jelšavy) rozpoczął pracę pierwszy na Słowacji piec do wyprażania magnezytu. W 1897 postawiono w innym miejscu kolejne dwa piece.
Po zakończeniu I wojny światowej 28 października 1918 r. Jelšava formalnie znalazła się w granicach Czechosłowacji. Stała się znaczącym miastem garnizonowym: w 1934 r. zostały wybudowane tzw. nowe koszary "na Gombiarke" oraz budynki mieszkalne dla kadry oficerskiej.
W 1923 r. w Teplej Vode został uruchomiony nowoczesny zakład przeróbki magnezytu z 8 piecami i całym niezbędnym zapleczem technologicznym, magazynowym i administracyjnym. Zakład uzyskał też własną bocznicę kolejową od stacji w Lubeníku. Miejscowość stała się ważnym ośrodkiem ruchu robotniczego: wobec stale pogarszającej się sytuacji ekonomiczno-społecznej 10 lutego 1932 r. odbył się "marsz głodowy" z Jelšavy do Revúcej. W wyniku tzw. pierwszego arbitrażu wiedeńskiego 2 listopada 1938 r. Jelšava znalazła się w granicach Węgier.
Znaczący rozwój przemysłu magnezytowego nastąpił po II wojnie światowej. Jego wynikiem było m.in. powstanie nowego, dużego osiedla mieszkaniowego, ale także ogromne zanieczyszczenie środowiska pyłami powstającymi przy przeróbce tego surowca.
Obecnie przemysł magnezytowy nieco podupadł, ale Jelšava jest nadal głównym jego ośrodkiem na Słowacji.

## Zabytki
- tzw. kasztel Koburgów, pierwotnie renesansowy z XVII wieku, przebudowany ze starszych pozostałości renesansowego klasztoru, w latach 1796-1801 przebudowany przez Kohárych w stylu klasycystycznym[9]; obecnie czworoboczny z prostokątnym dziedzińcem pośrodku, o bokach dwu- lub trójkondygnacyjnych, krytych dachami dwuspadowymi, z dwoma narożnymi alkierzami w najniższej części i ryzalitową basztą w połowie długości jednego z dłuższych boków, od 2015 r. w trakcie generalnej renowacji. m.in. w latach 1828-1874 mieszkał w nim i pracował Ludwig Greiner, zarządca leśnych majątków Koburgów[8];
- klasycystyczny kościół ewangelicki z 1784 r. z wieżą z roku 1834;
- klasycystyczny kościół rzymskokatolicki p.w. św. Piotra i Pawła z 1838 r.;
- rokokowy budynek dawnego ratusza z 1781 r.[9];
- rokokowa budowla dawnego przytułku miejskiego z klasycystycznie przebudowaną fasadą[9];
- klasycystyczny budynek miejskiej "Reduty"[9];
- domy mieszczańskie z drugiej połowy XVIII w., pierwotnie z wystrojem rokokowym, w większości przebudowane w XIX w. w stylu klasycystycznym[9].

Wspominany (zapewne XIII-wieczny) zamek zanikł przed połową XV w. Drugi, niewielki zameczek, wzniesiony w XIII w. w odległości ok. 3 km od miasta, spalił się również w XV w. i nie został odbudowany. Pozostałości obu budowli widoczne są do dziś.

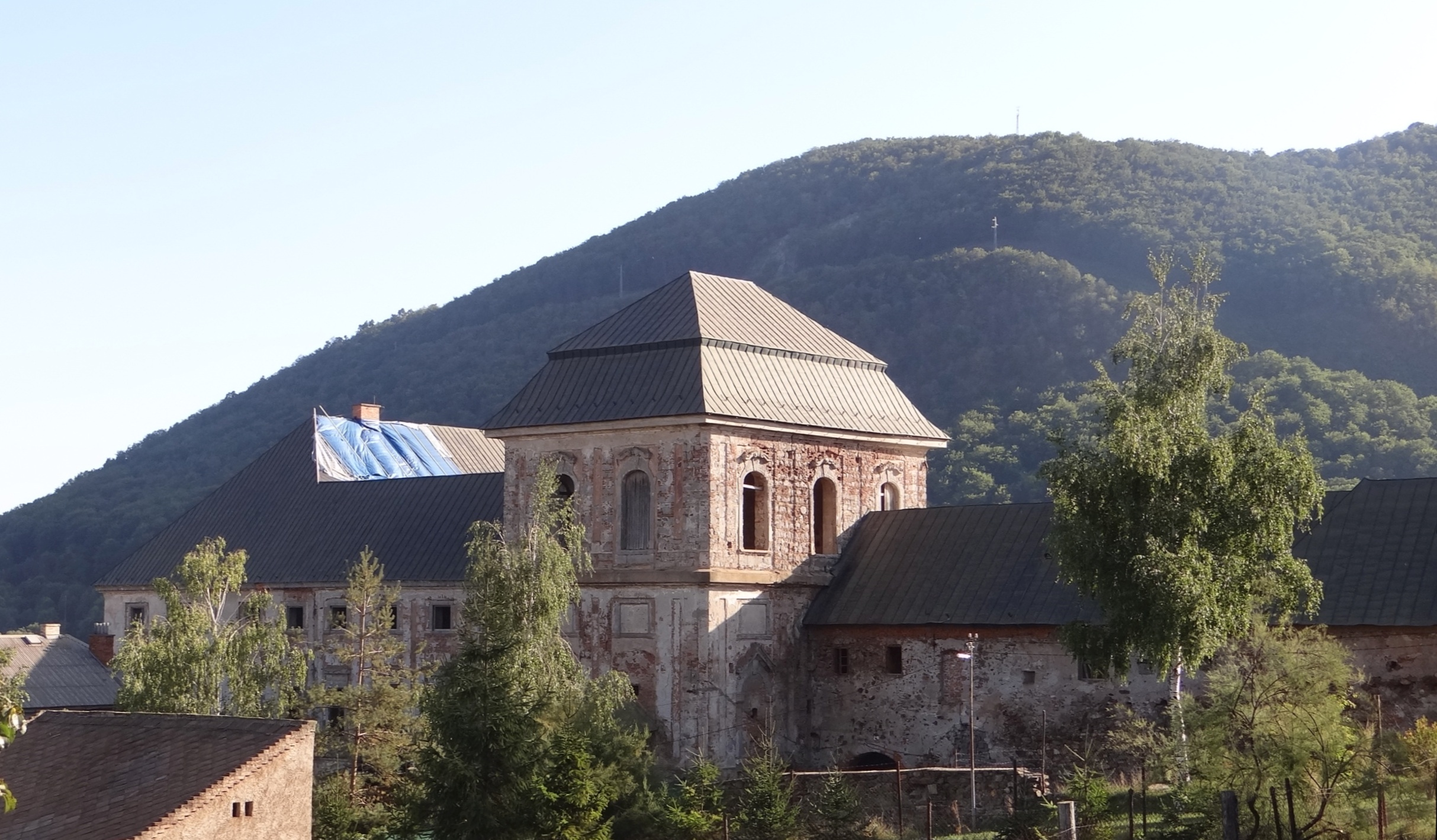
Kasztel Coburgów
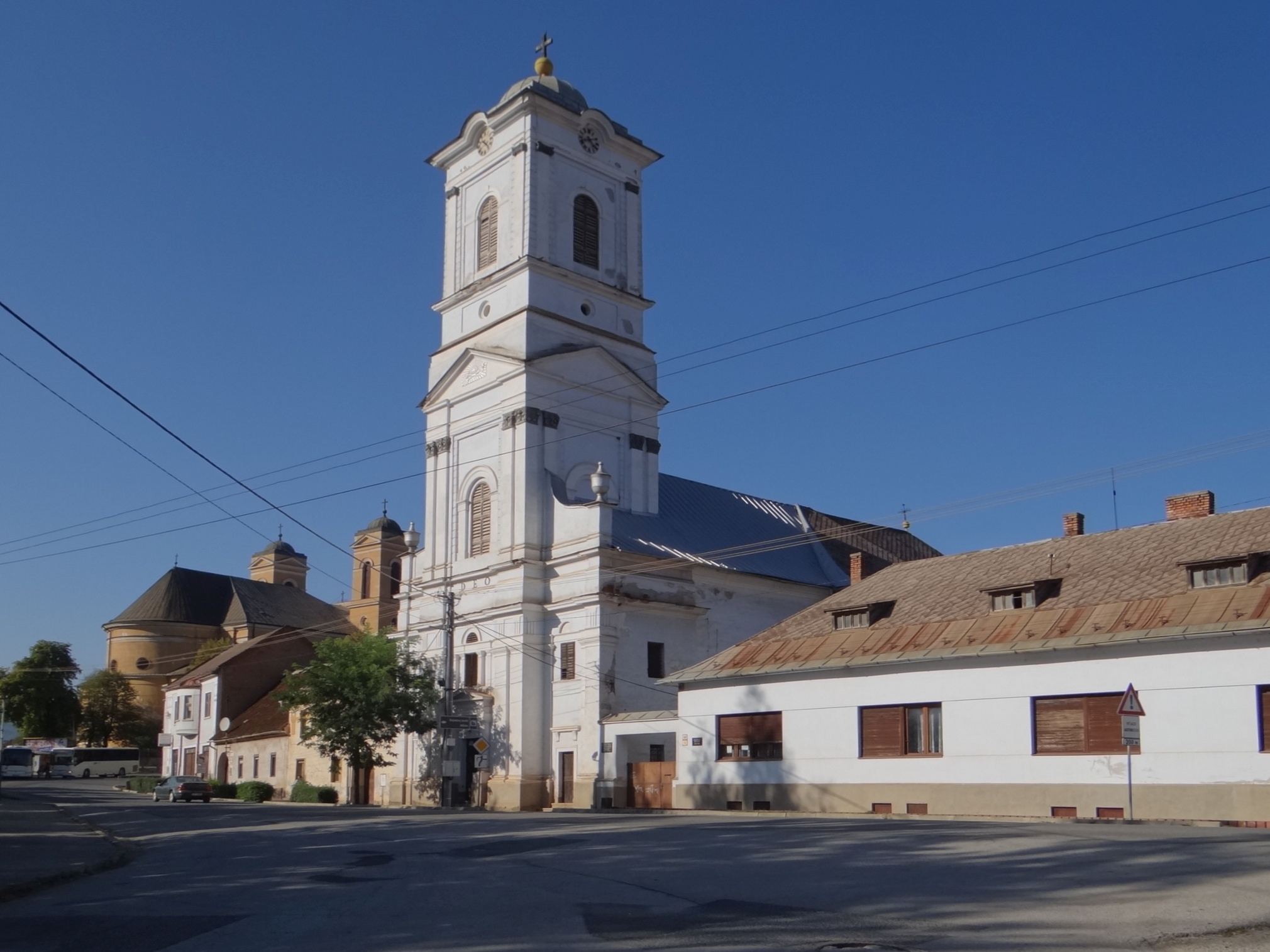
Kościół ewangelicki
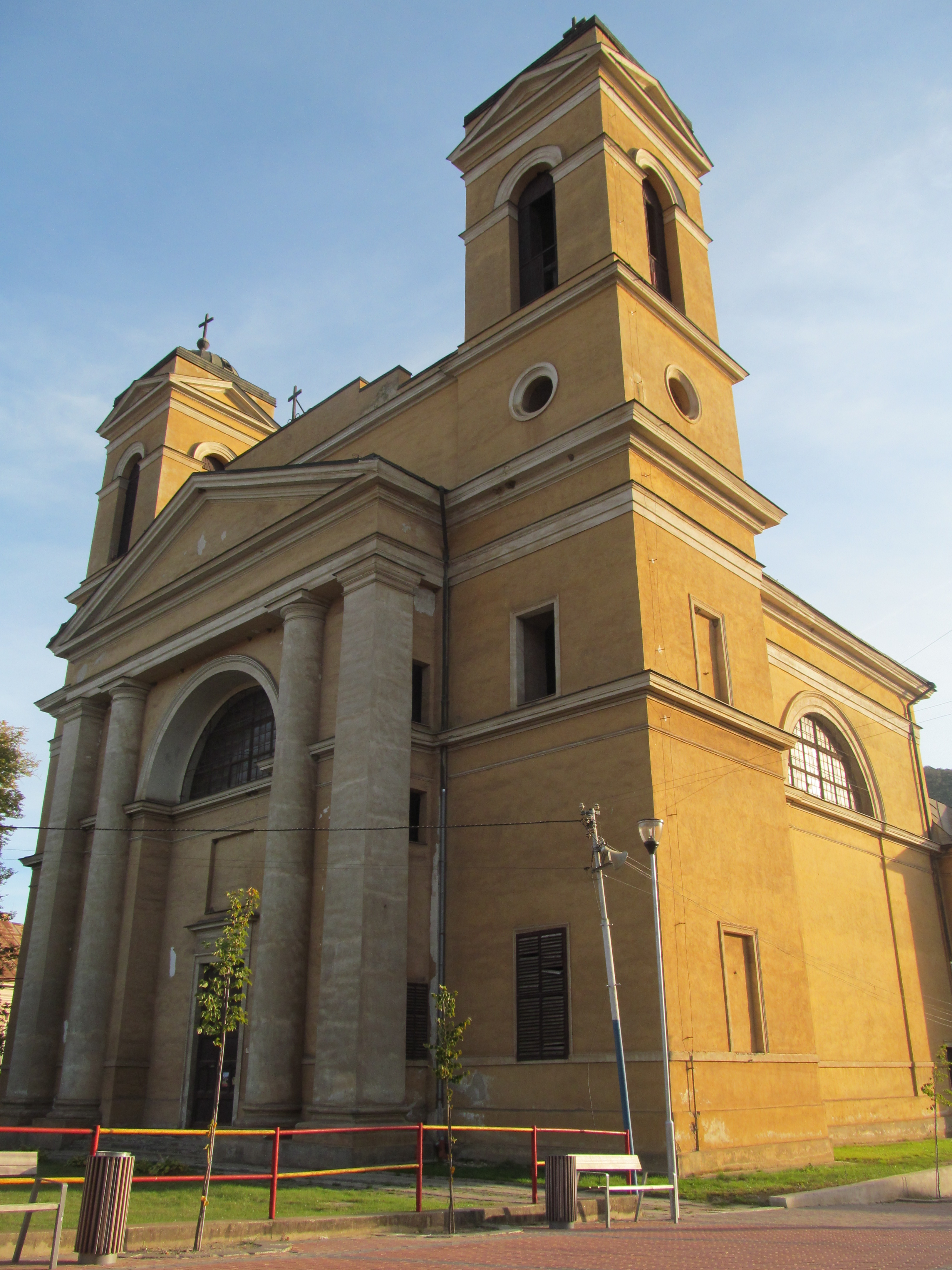
Kościół rzymskokatolicki

## Miasta partnerskie
Uničov (Czechy)
 Tótkomlós (Węgry)
 Nădlac (Rumunia)
 Szczekociny (Polska, 2008)